# Osmunda blechnoides
Osmunda blechnoides là một loài dương xỉ trong họ Osmundaceae. Loài này được Zoll. mô tả khoa học đầu tiên năm 1854.
Danh pháp khoa học của loài này chưa được làm sáng tỏ. 